# 藤木愛恵
藤木 愛恵（ふじき まなえ、1989年2月13日 - ）は、日本の女優、タレント、歌手。
香川県出身。FLOWER AGENTに所属していた女優。
身長160cm、体重37㎏。

## 来歴
宮崎あおいとモーニング娘。に憧れ、芸能界に興味を持つ。
子役からスカウトされ2009年にデビュー。

イベントで歌を披露し、歌が上手いと話題になり歌の仕事も始める。(2010年 - )
お笑い芸人、女優、タレントとしてマルチに活躍。コントネタを作ったり作家としても活動していた。

## 出演

### ドラマ
- デジモテ(2009年)
- ハンマーセッション(2010年)

### 舞台
- シブアイ!（渋谷アイドル100人劇場）（元メンバー）

自ら作るピンネタが、観客投票で史上初の3ヶ月連続1位となった。
それ以降は、新喜劇やコンビでも活動。
- キャンディーボックス（お笑いライブ）（2009年）

### バラエティ番組
- サライデーパーティー(テレビ東京)
- ホリさまぁ〜ず (TBS)
- エンタの神様(日本テレビ系列)
- アイドル恋から (エンタ!371)
- 中居正広の金曜日のスマたちへ(2010年)
- 踊る!さんま御殿!!(2010年)

### CM
- サマーランド

### 書籍
- グラビアザテレビジョン(角川マーケティング)
- Audition (雑誌)
- FINEBOYS(日之出出版)